# Sologne

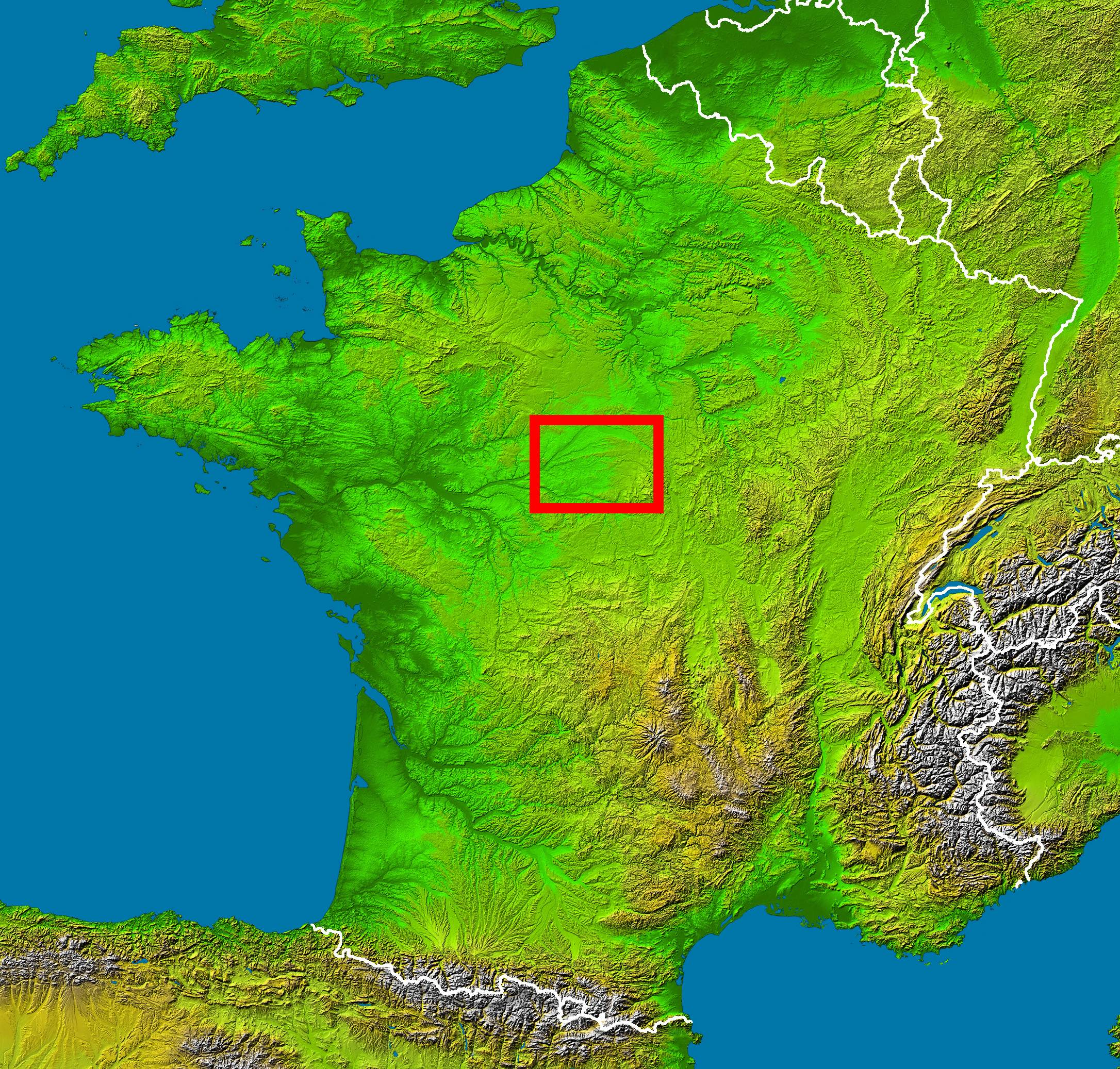
Położenie regionu Sologne

Sologne (Secalaunia z łacińskiego secale, żyto) – region geograficzny w centralnej Francji, o powierzchni ok. 5000 km², rozciąga się na obszarach departamentów Loiret, Loir-et-Cher i Cher. Na północy ograniczony rzeką Loarą a na południu rzeką Cher.

## Geografia
Najważniejsze miasta położone na obszarze Sologne:
- Romorantin-Lanthenay
- Ferté-Saint-Aubin
- Salbris
- Lamotte-Beuvron
- Aubigny-sur-Nère